# Дзенгелюв
Дзенгелюв (пол. Dzięgielów, нім. Dzingelau) — село в Польщі, у гміні Голешув Цешинського повіту Сілезького воєводства.
Населення — 1411 осіб (2011).
У 1975-1998 роках село належало до Бельського воєводства.

## Демографія
Демографічна структура станом на 31 березня 2011 року:
|          | Загалом | Допрацездатний вік | Працездатний вік | Постпрацездатний вік |
| -------- | ------- | ------------------ | ---------------- | -------------------- |
| Чоловіки | 652     | 156                | 406              | 90                   |
| Жінки    | 759     | 114                | 407              | 238                  |
| Разом    | 1411    | 270                | 813              | 328                  |